# Hautatmung
Die Hautatmung (oder Perspiration) ist bei Tieren und Menschen der Austausch von Sauerstoff und Kohlendioxid durch die Haut. Bei sehr kleinen Tieren und bei solchen mit einer relativ sehr großen Oberfläche (wie die Nesseltiere, deren Körper nur aus zwei Zellschichten besteht) oder einer geringen Stoffwechselintensität ist sie die einzige Art des Gasaustauschs mit der Umgebung.
Physikalisch beruht die Hautatmung auf Diffusion. In Kombination mit einem Blutkreislauf, der durch Kapillaren direkt unter der Haut den Sauerstoff aufnimmt und ihn im Körper verteilt, können auch größere Tiere wie etwa die Regenwürmer mit reiner Hautatmung auskommen.
Zur Hautatmung kann auch die Atmung in der Mundhöhle gerechnet werden. Manche Wasserbewohner nehmen zur Atmung frisches Wasser durch den After in den Enddarm auf, so Ringelwürmer der Familie Naididae (darunter Tubifex), verschiedene Kleinkrebse (Ruderfußkrebse, Wasserflöhe) und Libellenlarven.
Die meisten Tiere haben besondere Atmungsorgane wie Tracheen, Kiemen und Lungen entwickelt. Daneben findet auch bei ihnen in unterschiedlichem Umfang noch Hautatmung statt, die etwa beim Aal 60 % der Gesamtatmung ausmachen kann.
Bei den meisten landlebenden Wirbeltieren ist die Hautatmung nicht lebensnotwendig; eine Ausnahme sind die Lungenlosen Salamander. Ins Reich der Legenden gehört, dass Menschen bei unterbundener Hautatmung ersticken können (siehe James Bond: Goldfinger). Lediglich die obersten 0,4 mm der menschlichen Haut werden durch Hautatmung mit Sauerstoff versorgt.